# عراش (فرع العدين)

تعديل مصدري - تعديل

عراش هي إحدى قرى عزلة الأخماس بمديرية فرع العدين التابعة لمحافظة إب، بلغ تعداد سكانها 830 نسمة حسب تعداد اليمن لعام 2004.